# MCW Metroliner
Il MCW Metroliner era un pullman prodotto dalla Metro Cammell Weymann (MCW) negli anni ottanta.

## Descrizione
Il Metroliner era disponibile come pullman standard ad un piano o come pullman a due piani multi asse. Quest'ultima versione era la più numerosa e sorprendente.
Il Metroliner venne impiegato in Gran Bretagna da molti operatori specializzati su linee a lunga distanza quali la società nazionalizzata National Express Coaches che li utilizzava per il suo servizio Rapide e la  Scottish Citylink, così come altri operatori indipendenti quali i servizi Clipper della Armstrong Galley, la divisione pullman della Busways.
Venne anche utilizzato per le linee dei servizi pendolari di alcune compagnie dalla vita molto breve come la Kentish Express della Kentish Bus, la Alder Valley e la Oxford Bus, società della Oxford Citylink.

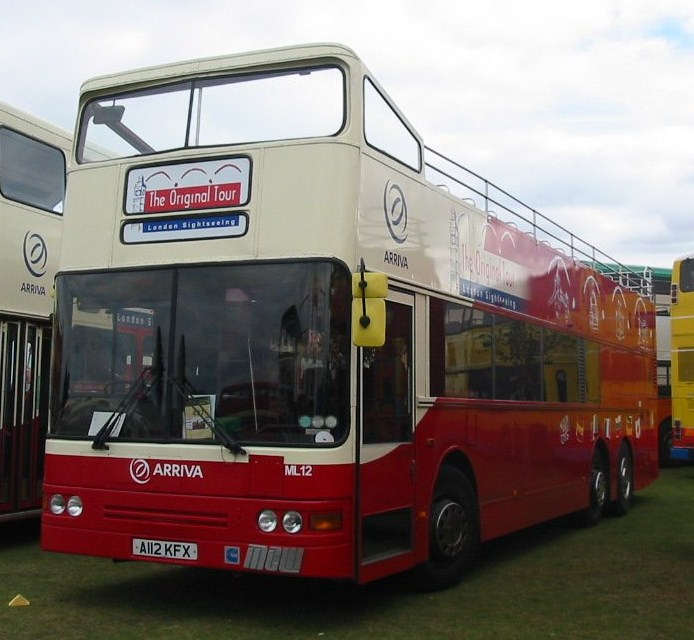
Un Metroliner modificato

Dopo il loro ritiro dal servizi per i pendolari molti Metroliner, grazie al loro stile e per la loro lunghezza, sono stati modificati in autobus a due piani con il piano superiore scoperto dalla Ensign bus, ed utilizzati sul servizio London Pride Sightseeing e in seguito ceduti alla The Original Tour.
I Metroliner sono stati anche utilizzati come autobus standard per le linee su lunghe distanze, per il noleggio privato e per molti altri impieghi.